# Lomas de Santa Ana Colonia
Lomas de Santa Ana Colonia är en ort i Mexiko.   Den ligger i kommunen Tlacolula de Matamoros och delstaten Oaxaca, i den sydöstra delen av landet, 400 km sydost om huvudstaden Mexico City. Lomas de Santa Ana Colonia ligger 1 624 meter över havet och antalet invånare är 159.
Terrängen runt Lomas de Santa Ana Colonia är varierad. Runt Lomas de Santa Ana Colonia är det ganska tätbefolkat, med 56 invånare per kvadratkilometer. Närmaste större samhälle är Tlacolula de Matamoros, 2,9 km sydost om Lomas de Santa Ana Colonia. Trakten runt Lomas de Santa Ana Colonia består i huvudsak av gräsmarker.